# قائمة أعداد سلسلة ما وراء الطبيعة
هذه قائمة بأعداد سلسلة ما وراء الطبيعة الصادرة حتى الآن:

## أعداد السلسلة
صدر حتى الآن ثلاثة و سبعون عدداً من السلسلة، ويُتوقع أن تنتهي السلسلة في العدد الثمانين: 
| رقم العدد | اسم العدد                          | ملاحظات                                                                             |
| --------- | ---------------------------------- | ----------------------------------------------------------------------------------- |
| 1         | مصاص الدماء وأسطورة الرجل الذئب    | أول أعداد السلسلة، يظهر جوستاف فيكولسو في أسطورة الرجل الذئب                        |
| 2         | أسطورة النداهة                     | أول مغامرة لرفعت إسماعيل في مصر. يظهر فيها جميع أفراد أسرته الأحياء                 |
| 3         | أسطورة وحش البحيرة                 | تظهر فيها ماجي ماكيلوب مع أبيها السير جيمس ماكيلوب                                  |
| 4         | أسطورة آكل البشر                   | أول ظهور لـ: عزت شريف، عادل توفيق، د. محمد شاهين                                    |
| 5         | أسطورة الموتى الأحياء              | أول ظهور لهاري شيلدون وعائلته، والأم مارشا                                          |
| 6         | أسطورة رأس ميدوسا                  | أول مغامرة لرفعت في اليونان                                                         |
| 7         | أسطورة حارس الكهف                  | أول وآخر مغامرة لرفعت في ليبيا، أول مواجهة مع قوى خوارقية لا تفسير لها              |
| 8         | أسطورة أرض أخرى                    | أول ظهور لسالم وسلمى                                                                |
| 9         | أسطورة لعنة الفرعون                | فرعون منبوذ لسبب مجهول، يطارد مدنسي موميائه دون هواده                               |
| 10        | حلقة الرعب                         | أول حلقة رعب في السلسلة                                                             |
| 11        | أسطورة الكاهن الأخير               | أول ظهور لهن-تشو-كان                                                                |
| 12        | أسطورة البيت                       | إشارة إلى اتصال رفعت إسماعيل الأول بعالم الميتافيزيقيا                              |
| 13        | أسطورة اللهب الأزرق                | ثيمة الاحتراق الذاتي                                                                |
| 14        | أسطورة رجل الثلوج                  | مغامرة هن-تشو-كان مع الياتي أو المي-جي                                              |
| 15        | أسطورة النبات                      | نبات يراوح بين المملكتين الحيوانية والنباتية                                        |
| 16        | أسطورة النافارى                    | تكملة متأخرة لأسطورة الكاهن الأخير                                                  |
| 17        | أسطورة حسناء المقبرة               | استحواذ شيطاني                                                                      |
| 18        | أسطورة الغرباء                     | هلاوس حول سقوط جسم فضائي مجهول                                                      |
| 19        | أسطورة بو                          | أول مغامرات رفعت في الولايات المتحدة الأمريكية، مكرسة للشاعر الأمريكي إدغار آلان بو |
| 20        | حكايات التاروت                     | أول ظهور شخصي لفرانتز لوسيفر. حلقة الرعب الثانية.                                   |
| 21        | أسطورة عدو الشمس                   | تتحدث عن عالم أطياف أشتا                                                            |
| 22        | أسطورة المينوتور                   | أول رسالة في سلسلة خطابات وصلت إلى رفعت إسماعيل                                     |
| 23        | أسطورة رعب المستنقعات              | لغز غير مفسر يرتبط بأسطورة الكلمات السبع                                            |
| 24        | أسطورة إيجور                       | مغامرة في أغوار العقل البشري مع إيجور تاركوفسكي الموهوب في الإدراك الفائق للحس      |
| 25        | أسطورة الجنرال العائد              | تكملة أسطورة إيجور وظهور الجنرال النازي ذي الموهبة المماثلة                         |
| 26        | أسطورة المواجهة                    | آخر أجزاء رحلة إيجور تاركوفسكي                                                      |
| 27        | أسطورتنا                           | ثيمة تحضير الأرواح                                                                  |
| 28        | أسطورة آخر الليل                   | آخر رسائل رفعت إسماعيل، عن الكوابيس                                                 |
| 29        | أسطورة الجاثوم                     | تكملة لأسطور آخر الليل، مواجهة مع إنكوبوس                                           |
| 30        | أسطورة بعد منتصف الليل             | حلقة الرعب الثالثة، برنامج بعد منتصف الليل                                          |
| 31        | أسطورتها                           | عودة ماجي ماكيلوب                                                                   |
| 32        | أسطورة رفعت                        | رفعت إسماعيل يواجه نفسه قادماً من عالمٍ موازٍ                                          |
| 33        | أسطورة أرض المغول                  | ثاني مغامرات سالم وسلمى في العوالم الموازية، تطرح افتراض حكم المغول للأرض           |
| 34        | أسطورة الشاحبين                    | في رومانيا، تنويع على مصاصي الدماء                                                  |
| 35        | أسطورة دماء دراكيولا               | تكملة أسطورة الشاحبين. الظهور الثاني للوسيفر.                                       |
| 36        | أسطورة الفصيلة السادسة             | فصيلة أشباح نازية من الحرب العالمية الثانية                                         |
| 37        | أسطورة الدمية                      | دمية فتيش يحاول هاري شيلدون استردادها                                               |
| 38        | أسطورة النصف الآخر                 | السيال الحيوي بين توأمين                                                            |
| 39        | أسطورة التوءمين                    | تكملة أسطورة النصف الآخر                                                            |
| 40        | وراء الباب المغلق                  | حلقة الرعب الرابعة.                                                                 |
| 41        | أسطورة فرانكشتاين                  | إعادة إحياء لرواية فرانكشتاين للإنجليزية ماري شيلي                                  |
| 42        | أسطورة الكلمات السبع               | تكملة لحكاية رعب المستنقعات، وباء كلتي غامض                                         |
| 43        | أسطورة تختلف                       | عودة رفعت إسماعيل إلى سن الطفولة                                                    |
| 44        | أسطورة رجل بكين                    | سبب فناء رجل بكين المزعوم                                                           |
| 45        | أسطورة بيت الأفاعى                 | بيت يتحول سكانه إلى أفاعٍ                                                            |
| 46        | أسطورة طفل آخر                     | اقتراب من جانب النجوم                                                               |
| 47        | أسطورة المنزل رقم 5                | منزل مملوك لكائنات فضائية                                                           |
| 48        | أسطورة المومياء                    | يد المجد                                                                            |
| 49        | أسطورة العشيرة                     | عشيرة آكلة للحوم البشر                                                              |
| 50        | في جانب النجوم                     | حلقة الرعب الخامسة                                                                  |
| 51        | أسطورة الرقم المشئوم               | شيطان يطارد المتفائلين                                                              |
| 52        | أسطورة مملة                        | حفلة فرعونية                                                                        |
| 53        | أسطورة النبوءة                     | عراف قادم من المستقبل                                                               |
| 54        | أسطورة العراف                      | تكملة أسطورة النبوءة                                                                |
| 55        | أسطورة (###099)                    | مخلوق فضائي منسي على الأرض                                                          |
| 56        | أسطورة ملك الذباب                  | أول زيارة إلى المكسيك                                                               |
| 57        | أسطورة المقبرة                     | ساحرة تعود بعد حرقها                                                                |
| 58        | أسطورة أرض العظايا                 | ثالث مغامرة لسالم وسلمى                                                             |
| 59        | أسطورة رونيل السوداء               | تكملة أسطورة المقبرة                                                                |
| 60        | المتحف الأسود                      | حلقة الرعب السادسة                                                                  |
| 61        | أسطورة الشىء                       | كيان غامض يستحوذ على جسم إنساني                                                     |
| 62        | أسطورة صندوق بندورا                | د. لوسيفر يُحاكي أسطورة صندوق بندورا الإغريقية                                       |
| 63        | أسطورة المحركين                    | قصص قصيرة حول قوى التحريك عن بعد                                                    |
| 64        | أسطورتهم                           | تكملة أسطورة المحركين                                                               |
| 65        | أسطورة العلامات الدامية            | بطل هذا الكتيب هو كتاب العزيف                                                       |
| 66        | أسطورة الرجال الذين لم يعودوا كذلك | استحواذ غامض يقع على بلدة أمريكية ويحول أهلها إلى حشرات                             |
| 67        | أسطورة بيت الأشباح                 | أشباح نذيرة                                                                         |
| 68        | أسطورة أرض الظلام                  | آخر مغامرات سالم وسلمى في السلسلة                                                   |
| 69        | أسطورة نادي الغيلان                | عودة إلى موضوع أكل لحوم البشر عن طريق جمعية من أتباع أبراكساس تنشأ في مصر           |
| 70        | الحلقات المنسية                    | عودة إلى برنامج (بعد منتصف الليل)                                                   |
| 71        | أسطورة الظلال                      | ظلال طليقة تتسبب في مقتل البشر                                                      |
| 72        | أسطورة الطوطم                      | عن دور الطوطم في القبائل الهندية                                                    |
| 73        | أسطورة شبه مخيفة                   | صدرت في معرض الكتاب في فبراير 2009                                                  |
| 74        | أسطورة أغنية الموت                 |                                                                                     |
| 75        | أسطورة الطفيل                      |                                                                                     |
| 76        | أسطورة معرض الرعب                  |                                                                                     |
| 77        | أسطورة الفتاة الزرقاء              |                                                                                     |
| 78        | أسطورة حامل الضياء (الجزء الأول)   |                                                                                     |
| 79        | أسطورة حامل الضياء (الجزء الثاني)  |                                                                                     |
| 80(1)     | أسطورة الأساطير (الجزء الأول)      |                                                                                     |
| 80(2)     | أسطورة الأساطير (الجزء الثاني)     | موت رفعت إسماعيل بعد صراعه مع لوسيفر                                                |

## هوامش
1. ↑  رفعت إسماعيل يتحدث عن نفسه في موقع المؤلف. نسخة محفوظة 26 مارس 2019 على موقع واي باك مشين.

سلسلة ما وراء الطبيعة أحمد خالد توفيق

الشخصيات الرئيسية: رفعت إسماعيل | فرانتز لوسيفر | ماجي ماكيلوب | هن-تشو-كان | سالم وسلمى

المنشورات: أعداد سلسلة ما وراء الطبيعة | في كهوف دراجوسان | 36 | الأبجدية | قصتان

متعلقات: قائمة شخصيات سلسلة ما وراء الطبيعة | جانب النجوم

سلاسل أخرى: فانتازيا | سافاري